# Borzytuchom
Pour la gmina, voir Borzytuchom (gmina).
Borzytuchom est une localité polonaise, siège de la gmina rurale de Borzytuchom située dans le powiat de Bytów en voïvodie de Poméranie. Elle se trouve à environ 12 km au nord-ouest de Bytów et 85 km à l'ouest de la capitale régionale Gdańsk.

## Géographie

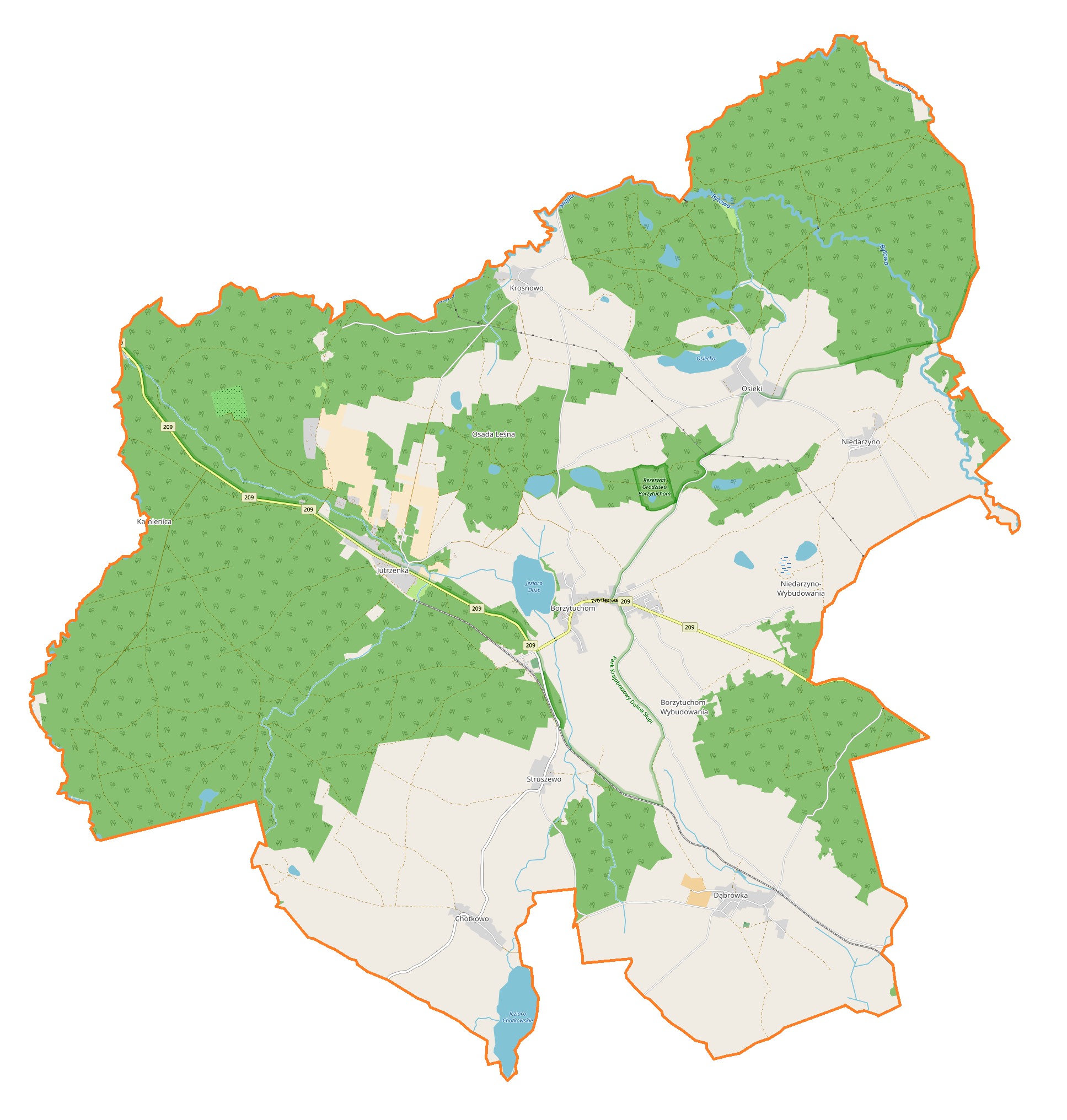
Carte de la gmina de Borzytuchom.